# Predrag Mijatović
Predrag Mijatović (Titogrado, atual Podgorica, 19 de janeiro de 1969) é um ex-futebolista montenegrino que atuava como atacante.
Em seu auge, embora criticado pela instabilidade no temperamento, era bem reconhecido como um atacante veloz, de bom chute e que se diferenciava também pela habilidade com a bola e inteligência para servir companheiros com assistências ou abrindo-lhes espaços, em análise elogiosa feita por Tostão em 1998. Ainda em 1997, foi considerado o segundo melhor jogador do futebol europeu, entre o premiado Ronaldo e Zinédine Zidane, o terceiro colocado.
Também dotado de bom cabeceio, Pedja (como é apelidado, também na grafia Peđa, um diminutivo do nome Predrag ) tornou-se especialmente célebre exatamente naquele ano, pelo gol que encerrou 32 anos de jejum do Real Madrid na Liga dos Campeões da UEFA.
Mijatović foi um dos grandes jogadores da Iugoslávia na segunda metade da década de 1990, sendo um dos astros do futebol nacional ao lado do também montenegrino Dejan Savićević e dos sérvios Ljubinko Drulović, Siniša Mihajlović, Darko Kovačević e Savo Milošević. Junto de alguns deles e de expoentes da rival Croácia, já havia brilhado no título da Copa do Mundo FIFA Sub-20 de 1987 (notadamente, por gol em vitória que eliminou o Brasil), pouco antes do antigo país iniciar sua dissolução com diferentes guerras civis.

## Carreira

### No futebol iugoslavo
Mijatović estreou em 1987 no futebol adulto, pelo Budućnost, clube da capital montenegrina - sua cidade-natal de Podgorica, então chamada Titogrado; nesse clube, chegou a ser colega de Dejan Savićević, outra futura estrela local a adquirir renome na Europa. Foi também o ano em que Mijatović integrou o "grupo do Chile", como ficou conhecida a delegação iugoslava campeã naquele país na Copa do Mundo FIFA Sub-20 de 1987.
Inicialmente, Mijatović era reserva na competição, estreando justamente em escalação mista utilizada na rodada final da fase de grupos, após a seleção estar classificada por antecipação à fase mata-mata. O jogo foi contra Togo e "Pedja" destacou-se com dois gols na goleada por 4-1. Acabou premiado com a titularidade para o duelo com o Brasil, no qual, segundo o próprio atacante, marcou o primeiro gol de cabeça da carreira - no lance, aproveitou bola alçada por Zvonimir Boban em cobrança de falta. Reconheceria ainda que "foi o ponto de virada para nós. O Brasil estava jogando fantasticamente naquela competição". O gol empatou o jogo e adiante os brasileiros foram eliminados, pelas quartas-de-final, em cobrança de falta de Robert Prosinečki.
Uma expulsão aos 31 minutos do segundo tempo na semifinal, contra a Alemanha Oriental, privou Mijatović de atuar na decisão com a Alemanha Ocidental, com o fundamental gol sobe o Brasil seguindo como o momento mais recordado que o atacante teve no título. Ele inicialmente seguiu no Budućnost, estreando pela seleção principal da Iugoslávia em 23 de agosto de 1989, em amistoso contra a Finlândia.
Pouco depois, período, Mijatović chegou a acertar com a equipe croata do Hajduk Split, mas a transferência terminou não efetivada diante de interferência de Mirko Marjanović, futuro primeiro-ministro da Iugoslávia e então presidente do Partizan - clube ao qual o montenegrino terminou por juntar-se em janeiro de 1990. Mesmo antes das guerras civis começarem e deflagrarem a dissolução da Iugoslávia, receios de segurança devido à tensão política já visível também teriam motivado o jovem a não rumar ao Hajduk. Meses depois, ocorreu a Copa do Mundo FIFA de 1990, a última antes da desintegração iugoslava, mas ele acabou não sendo chamado ao Mundial; apesar de estrear com gol justamente diante do Budućnost, demorara a lograr boa regularidade no novo clube.
O ano de 1991 terminou marcado pelo início dos conflitos e do boicote croata à seleção iugoslava, o que não impedira a classificação dela à Eurocopa 1992, ao mesmo tempo em que o Estrela Vermelha vencia a Liga dos Campeões da UEFA de 1990-91 e em que Mijatović começava a firmar-se no rival: ao fim da temporada 1991-92, ele e o Partizan venceram Copa da Iugoslávia exatamente em dérbi com o Estrela recém-campeão mundial. "Pedja" também foi eleito o melhor jogador iugoslavo daquela temporada, e teria ido à Euro: foi incluso na convocação final dos Plavi, mas o agravamento das guerras internas resultou na expulsão da seleção, impedida de disputar também as eliminatórias da Copa do Mundo FIFA de 1994 e as eliminatórias da Eurocopa 1996.
Em plena guerra, ele venceu o campeonato iugoslavo de 1992-93, temporada na qual foi novamente, pela segunda vez seguida, eleito o melhor jogador do futebol iugoslavo. Dali, acertou com o Valencia.

### Brilho na Espanha

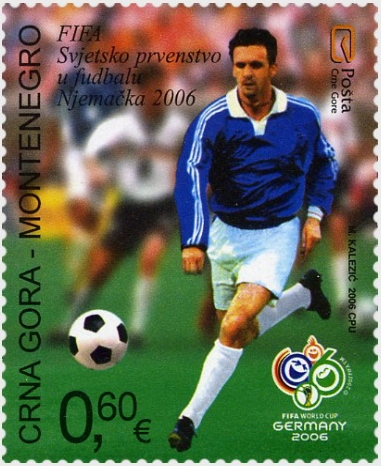
Selo montenegrino, de 2006, retratando Mijatović, aparentemente em duelo Iugoslávia x Alemanha.

Conseguiu sucesso imediato na Espanha, inicialmente em dupla ofensiva com o búlgaro Lyuboslav Penev, que saiu ainda em 1995, tornando o montenegrino ainda mais protagonista no Valencia: seu grande desempenho na temporada 1995-96 inclusive influenciaria a diretoria valenciana a desistir do brasileiro Viola, que não se adaptara e chegou a somar apenas oito gols contra 23 do montenegrino, vice-artilheiro de La Liga. O time terminou a temporada vice-campeão nela e também semifinalista na Copa do Rei, ao passo que o atacante foi eleito o melhor estrangeiro do futebol espanhol pela revista Don Balón.
O sucesso no Valencia atraiu interesse do Real Madrid, que contratou-o para a temporada 1996-97. No time da capital, Mijatović viveu o auge: ao fim da temporada 1996-97, ficou em segundo lugar na Bola de Ouro, abaixo apenas de Ronaldo na avaliação da revista France Football como o melhor jogador do futebol europeu. O brasileiro era a grande estrela do rival Barcelona, que, apesar do futebol vistoso, terminou vice-campeão espanhol para exibições menos exuberantes dos madrilenhos - com Mijatović realizando grande trio ofensivo com Raúl e com Davor Šuker, antigo parceiro daquele título mundial sub-20 de 1987 e com quem mantinha a amizade apesar da Guerra de Independência da Croácia: chegou a presentear o próprio filho com uma camisa do croata após ambos marcarem os gols (e comemorarem abraçados) de triunfo de 2-0 em El Clásico pelo primeiro turno de La Liga.
Após a saída de Ronaldo por 32 milhões de dólares para a Internazionale em meados de 1997, o Real Madrid chegou a reajustar para 150 milhões a multa rescisória por Mijatović, tornando-o o segundo jogador mais caro do mundo naquela época. A temporada subsequente começou com novo brilho do montenegrino diante do Barcelona, ao marcar um gol e fornecer duas assistências na Supercopa da Espanha de 1997, decidida contra o grande rival. E terminou com Mijatović tornando-se de vez ídolo madridista, em função do gol do título na Liga dos Campeões da UEFA de 1997–98, o único na vitória de 1-0 sobre a Juventus. Esse triunfo encerrou o maior jejum de conquistas - 32 anos - que o maior vencedor da competição já vivenciou nela. 
Nas eliminatórias da Copa do Mundo FIFA 1998, que marcavam o readmissão da Iugoslávia, "Pedja" brilhou com quatorze gols, incluindo um sobre a própria Espanha e outro na rival Eslovênia - e, notadamente, metade somente nas respescagens contra a Hungria, contra quem marcou três vezes em 7-1 dentro de Budapeste e outros quatro em 5-0 em Belgrado. Tantos gols por anos foram um recorde nas eliminatórias da UEFA até Robert Lewandowski superar nas eliminatórias para 2018.
Todavia, o montenegrino já vinha sob críticas antes da Copa do Mundo FIFA de 1998: seu gol no título continental do Real Madrid vinha servindo justamente para recuperar de uma imagem que sofria desgate, diante da impressão de uma temporada 1997-98 aquém da anterior. Ele, de fato, acabou de fato não rendendo tanto no Mundial: embora chegasse a marcar um gol sobre a Alemanha (em empate em 2-2 pela fase de grupos), não se mostrou o mesmo artilheiro de outrora, além de até perder pênalti na eliminação contra os Países Baixos; saiu do torneio como uma das estrelas que teriam decepcionado na Copa. Essa partida, pelas oitavas-de-final, estava empatada em 1-1 e, nos acréscimos, Edgar Davids fez o gol que classificou os neerlandeses - gerando reações na torcida iugoslava com pedidos de aposentadoria de "Pedja", que chegou a cogitar tal decisão.
O Real Madrid também não garantiu continuidade de Mijatović, vendo-se ainda em agosto de 1998 a iminência de uma negociação com outro clube ou uma disputa com Sávio. Embora titular junto ao próprio Sávio no vitorioso Mundial Interclubes de 1998 sobre o Vasco da Gama, o atacante de fato acertou em 1999 com a Fiorentina, sem esconder a decepção com o tratamento dos espanhóis - embora viesse a se reconciliar com o tempo, ao ser reempregado como diretor madridista após parar de jogar.

### Veterano
Em 1999, alternaria bons e maus momentos: chegou a recusar-se a jogar como protesto à intervenção militar na Iugoslávia em 1999 na Guerra do Kosovo, mas fez boa dupla ofensiva com Gabriel Batistuta na clube Fiorentina - ainda que mais por assistências ao argentino do que por gols próprios, sendo escalado por Giovanni Trapattoni precisamente para municiar Bati junamente com Enrico Chiesa. Pela seleção, nas eliminatórias para a Eurocopa 2000, fez um dos gols do empate em 2-2 dentro de Zagreb contra a rival Croácia, resultado que fez iugoslavos se classificarem à Euro ao invés dos vizinhos.  Ainda naquele ano, lesionou-se em novembro e só pôde voltar a jogar em fevereiro de 2000.
Mijatović começou a marcar gols pela Fiorentina a partir do terceiro jogo seguinte à recuperação. Assim, na ocasião da Eurocopa 2000, seguia visto como um jogador de brilho apesar de inegavelmente já veterano. No torneio, forneceu assistência para o segundo gol da reação com a qual Iugoslávia, em espaço de cinco minutos, pôde empatar partida que perdia por 3-0 para a rival Eslovênia, atrapalhando a vendeta do adversário quanto à guerra esloveno-iugoslava.
Novamente, os iugoslavos teriam os Países Baixos como algozes, também no primeiro mata-mata, sob eliminação de 6-1. O atacante, ainda assim, teve um bom início de temporada de 2000-01: fez gols nas quatro primeiras partidas da Fiorentina. Todavia, novamente lesionou-se; a Viola terminou campeã da Copa da Itália, mas sem contar com ele nas partidas decisivas. Assim, embora intercalasse recuperação médica com a reserva na Fiorentina, Mijatović seguiu chamado à seleção por mais alguns anos.
Porém para a Copa do Mundo FIFA de 2002, a Iugoslávia terminou eliminada, em terceiro no grupo 1 das eliminatórias da UEFA, abaixo da líder Rússia e da rival Eslovênia. Ainda assim, os iugoslavos continuavam vistos como fortes, e a dupla de Mijatović com Savo Milošević, reconhecida como de peso - a ponto de serem requisitados como adversários derradeiros da seleção brasileira antes da convocação final de Luiz Felipe Scolari para o Mundial.
Em meados de 2002, a Fiorentina, que vivia grande crise institucional apesar do recente título na Copa da Itália de 2000-01, faliu - e, com isso, acabou punida com rebaixamento automático. Mijatović então regressou à Espanha, curiosamente para o rival citadino do Valencia, o Levante. Os granotas, em contraste, vinham em recuperação na via inversa: ao fim da temporada 2001-02, haviam sido rebaixados à Tercera División, mas recuperaram um lugar na Segunda diante de punição da Real Federação Espanhola de Futebol a um insucesso do Burgos em atender à regra de tornar-se sociedade anônima desportiva. O iugoslavo foi visto como a principal contratação para embalar de vez o levantisimo, em vinda que chegou a ser comparada à de Johan Cruijff ao clube ao final da década de 1970. Mijatović também motivava-se para conviver diretamente com um dos filhos, nascido em 1994 na Comunidade Valenciana e que seguia ali vivendo em tratamento contra a hidrocefalia.
O veterano inicialmente teve atuações promissoras como levantinista, inclusive seguindo em 2003 como jogador de seleção, já renomeada Sérvia e Montenegro; inicialmente, ajudou o novo clube a brigar pelo acesso na Segunda Divisão Espanhola. Acabou sendo justamente a sensação de convocação feita pelo agora treinador Dejan Savićević em março de 2003 em meio às eliminatórias à Eurocopa 2004, sob outro momento de turbulência nacional, poucos dias depois do assassinato do primeiro-ministro Zoran Đinđić.
Ao fim da temporada 2002-03, o Levante amargaria a perda do acesso, terminando em quarto lugar - embora gradualmente a experiência fosse vista como proveitosa antessala do título logrado na segunda divisão de 2003-04 por um elenco quase igual, ainda que já sem Mijatović: ele havia pactuado contrato por uma temporada, com previsão de prorrogação somente se o acesso imediato à Primeira Divisão Espanhola viesse. Já a seleção servo-montenegrina terminou 2003 também sem vaga na Euro 2004, abaixo de Itália e País de Gales no grupo.
Mijatović, após meses sem clube, confirmaria já em 2004 o final da carreira de jogador. Após parar de jogar, exerceu cargos diretivos no Real Madrid e no breve período midiático do clube russo do Anzhi Makhachkala. Apesar da carreira vitoriosa, o montenegrino declarou que trocaria até seu maior momento - o gol na final da Liga dos Campeões da UEFA de 1997–98 - pela saúde do filho deficiente, Andrea, falecido aos quinze anos de idade por complicações de sua doença:
| “ | Eu trocaria (o gol) pela saúde do meu filho, que morreu há oito anos. E não somente pela vida dele. Mudaria tudo que consegui para poder escutá-lo dizer algo, porque Andrea era paralítico cerebral, não falava, não andava, não se comunicava. Eu daria tudo para escutar um: 'olá, tudo bem?'. Não podia ser. Eu, nos melhores anos da minha carreira, vivi a doença do meu filho. Nesses momentos em que eu achava que podia até voar, me sentia poderoso e notava o calor da torcida, meu filho sempre tinha crises. Foram muitos dias e noites no hospital. Esse foi um contrapeso para mim. Eu me dizia: 'você não é nada, não pode fazer nada para que seu filho melhore'. Você se pergunta: 'quem é você?'. E a resposta é ninguém. Meu filho tinha uma missão na minha vida, que era salvar o pai dele. Eu pensava que era Deus, mas, na realidade, não era ninguém. | ” |

## Títulos

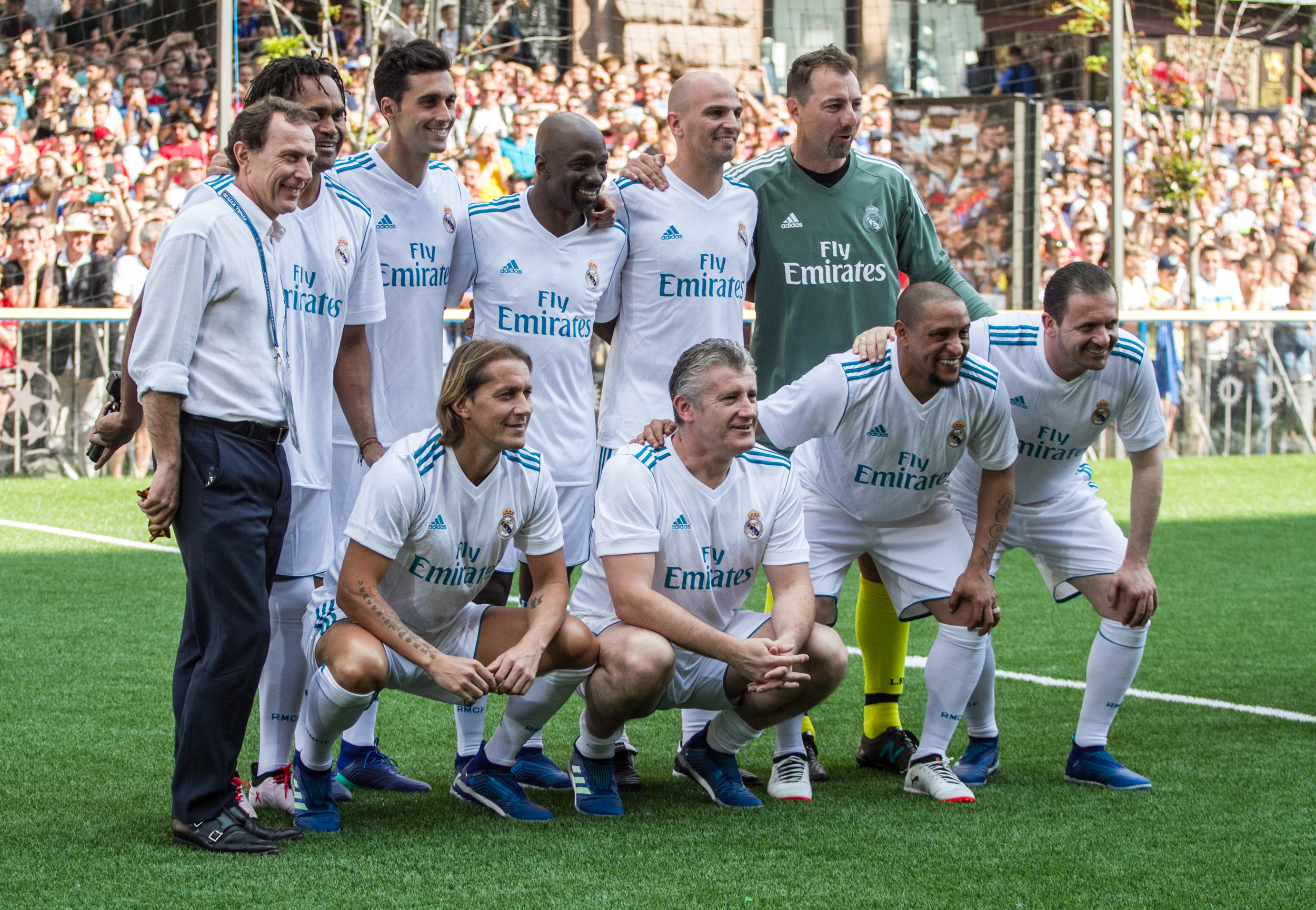
Amistoso de veteranos do Real Madrid, em 2018. Em pé, o diretor Emilio Butragueño, Christian Karembeu, Álvaro Arbeloa, Claude Makélélé, Esteban Cambiasso e Jerzy Dudek; agachados estão Míchel Salgado, Davor Šuker, Roberto Carlos e Mijatović.

### Clubes
Partizan
- Campeonato Iugoslavo: 1992–93
- Copa da Iugoslávia: 1991–92

Real Madrid
- Campeonato Espanhol: 1996–97
- Supercopa da Espanha: 1997
- Liga dos Campeões da UEFA: 1997–98
- Mundial Interclubes: 1998

Fiorentina
- Copa da Itália: 2000–01

### Internacional
Iugoslávia
- Copa do Mundo FIFA Sub-20: 1987

### Individual
- Futebolista iugoslavo do ano: 1992, 1993, 1998
- Melhor jogador estrangeiro na Espanha por Don Balón: 1995-96
- Ballon d'Or: segundo lugar de 1997